# Armenien i olympiska sommarspelen 2000
Armenien deltog i de olympiska sommarspelen 2000 med en trupp bestående av 25 deltagare, 23 män och 2 kvinnor, och de tog totalt en medalj.

## Medaljer

### Brons
- Arsen Melikyan - Tyngdlyftning, medelvikt 77 kg

## Boxning
Flugvikt
- Vakhtang Darchinyan
  - Omgång 1 — Bye
  - Omgång 2 — Besegrade Ilfat Raziapov från Ryssland
  - Kvartsfinal — Förlorade mot Bulat Jumadilov från Kazakstan (→ gick inte vidare)

Bantamvikt
- Aram Ramazyan
  - Omgång 1 — Förlorade mot Theimuraz Khurtsilava från Georgien (→ gick inte vidare)

Lättvikt
- Artur Gevorgyan
  - Omgång 1 — Förlorade mot Nurzhan Karimzhanov från Kazakstan (→ gick inte vidare)

## Brottning
Bantamvikt, grekisk-romersk
- Karen Mnatsakanyan
  - (→ 15:e plats)

Fjädervikt, grekisk-romersk
- Vaghinak Galustyan
  - (→ 12:e plats)

Weltervikt, grekisk-romersk
- Levon Geghamyan
  - (→ 18:e plats)

Tungvikt, grekisk-romersk
- Rafael Samurgashev
  - (→ 14:e plats)
- Khoren Papoyan
  - (→ tävlade inte på grund av skada)

Supertungvikt, grekisk-romersk
- Haykaz Galstyan
  - (→ 13:e plats)

Bantamvikt, fristil
- Martin Berberyan
  - (→ 6:e plats)

Fjädervikt, fristil
- Arshak Hayrapetyan
  - (→ 5:e plats)

Lättvikt, fristil
- Arayik Gevorgyan
  - (→ 7:e plats)

## Friidrott
Herrarnas längdhopp
- Shirak Poghosyan
  - Kval — 7.24 (→ gick inte vidare)

Herrarnas tresteg
- Armen Martirosyan
  - Kval — 14.95 (→ gick inte vidare)

Damernas 800 meter
- Anna Nasilyan
  - Omgång 1 — 02:14.86 (→ gick inte vidare)

## Judo
Herrarnas extra lättvikt (-60 kg)
- Vardan Voskanyan
  - (→ 14:e plats)

## Kanotsport
Sprint
Herrar
Herrarnas K-1 500 m
- Vladimir Grushikhin
  - Kvalheat — 01:42,430
  - Semifinal — DSQ (→ gick inte vidare)

Herrarnas K-1 1000 m
- Vladimir Grushikhin
  - Kvalheat — 03:40,623
  - Semifinal — 03:41,143 (→ gick inte vidare)

## Simhopp
| Hoppare               | Gren           | Kval   | Kval      | Semifinal        | Semifinal        | Final            | Final            |
| Hoppare               | Gren           | Poäng  | Placering | Poäng            | Placering        | Poäng            | Placering        |
| --------------------- | -------------- | ------ | --------- | ---------------- | ---------------- | ---------------- | ---------------- |
| Hovhannes Avtandiljan | Herrarnas 10 m | 284,91 | 38        | Gick inte vidare | Gick inte vidare | Gick inte vidare | Gick inte vidare |

## Tennis
| Spelare         | Gren       | Omgång 1               | Omgång 2          | Åttondelsfinaler  | Kvartsfinaler     | Semifinaler       | Final / BM        | Final / BM       |
| Spelare         | Gren       | Motståndare Poäng      | Motståndare Poäng | Motståndare Poäng | Motståndare Poäng | Motståndare Poäng | Motståndare Poäng | Placering        |
| --------------- | ---------- | ---------------------- | ----------------- | ----------------- | ----------------- | ----------------- | ----------------- | ---------------- |
| Sargis Sargsian | Herrsingel | Pless (DEN) L 3–6, 4–6 | Gick inte vidare  | Gick inte vidare  | Gick inte vidare  | Gick inte vidare  | Gick inte vidare  | Gick inte vidare |